# كامدن (كارولاينا الجنوبية)
كامدن (بالإنجليزية: Camden, South Carolina)‏ هي مدينة تقع في الولايات المتحدة في مقاطعة كيرشاو. يقدر عدد سكانها بـ 6,838 نسمة ومساحتها 27.7 كم2 وترتفع عن سطح البحر 57 متر.

## التركيبة السكانية
حدّد مكتب تعداد الولايات المتحدة بيانات التركيبة السكانية لكامدن في تعداد الولايات المتحدة. في ما يلي، التركيبة السكانية حسب تعدادي 2000 و2010.

### تعداد عام 2000
بلغ عدد سكان كامدن 6,682 نسمة بحسب تعداد عام 2000، وبلغ عدد الأسر 2,874 أسرة وعدد العائلات 1,814 عائلة مقيمة في المدينة. في حين سجلت الكثافة السكانية 217.3 نسمة لكل كيلومتر مربع (562.8/ميل2). وبلغ عدد الوحدات السكنية 3,283 وحدة بمتوسط كثافة قدره 106.8 لكل كيلومتر مربع (276.6/ميل2).
وتوزع التركيب العرقي للمدينة بنسبة 60.72% من البيض و37.19% من الأمريكيين الأفارقة و0.10% من الأمريكيين الأصليين و0.45% من الأمريكيين ذوي الأصول الآسيوية و0.10% من سكان جزر المحيط الهادئ و0.63% من الأعراق الأخرى و0.81% من عرقين مختلطين أو أكثر و1.32% من الهسبانيون أو اللاتينيون من أي عرق.
بلغ عدد الأسر 2,874 أسرة كانت نسبة 27.6% منها لديها أطفال تحت سن الثامنة عشر تعيش معهم، وبلغت نسبة الأزواج القاطنين مع بعضهم البعض 42.6% من أصل المجموع الكلي للأسر، ونسبة 16.5% من الأسر كان لديها معيلات من الإناث دون وجود شريك،  بينما كانت نسبة 4% من الأسر لديها معيلون من الذكور دون وجود شريكة وكانت نسبة 36.9% من غير العائلات. تألفت نسبة 34.3% من أصل جميع الأسر من عدة أفراد يعيشون في نفس المنزل ونسبة 18% كانت تتألف من شخص يعيش بمفرده يبلغ من العمر 65 عاماً أو أكثر. وبلغ متوسط حجم الأسرة المعيشية 2.25، أما متوسط حجم العائلات فبلغ 2.88.
بلغ العمر الوسطي للسكان 43.2 عاماً. وكانت نسبة 21.8% من القاطنين تحت سن الثامنة عشر، وكانت نسبة 6.2% بين الثامنة عشر والرابعة والعشرين عاماً، ونسبة 23.2% كانت واقعةً في الفئة العمرية ما بين الخامسة والعشرين والرابعة والأربعين عاماً، ونسبة 23.8% كانت ما بين الخامسة والأربعين والرابعة والستين، ونسبة 22% كانت ضمن فئة الخامسة والستين عاماً فما فوق. يوجد لكل 100 أنثى 81.2 ذكر، ويوجد لكل 100 أنثى في الثامنة عشر من عمرها فما فوق 75.6 ذكر.
بلغ متوسط دخل الأسرة في المدينة 36,209 دولارًا، أما متوسط دخل العائلة فبلغ 53,056 دولارًا. وكان متوسط دخل الذكور 37,342 دولارًا مقابل 26,693 دولارًا للإناث. وسجل دخل الفرد الخاص بالمدينة 23,037 دولارًا. وكانت نسبة 13.1% من العائلات ونسبة 16.9% من السكان تحت خط الفقر، وكان من هؤلاء نسبة 25.3% تحت سن الثامنة عشر ونسبة 13.7% في الخامسة والستين من العمر وما فوق.

### تعداد عام 2010
بلغ عدد سكان كامدن 6,838 نسمة بحسب تعداد عام 2010، وبلغ عدد الأسر 2,967 أسرة وعدد العائلات 1,800 عائلة مقيمة في المدينة. في حين سجلت الكثافة السكانية 222.4 نسمة لكل كيلومتر مربع (576.0/ميل2). وبلغ عدد الوحدات السكنية 3,544 وحدة بمتوسط كثافة قدره 115.3 لكل كيلومتر مربع (298.6/ميل2).
وتوزع التركيب العرقي للمدينة بنسبة 62.15% من البيض و35.14% من الأمريكيين الأفارقة و0.16% من الأمريكيين الأصليين و0.70% من الأمريكيين ذوي الأصول الآسيوية و0.76% من الأعراق الأخرى و1.08% من عرقين مختلطين أو أكثر و2.43% من الهسبانيون أو اللاتينيون من أي عرق.
بلغ عدد الأسر 2,967 أسرة كانت نسبة 27.7% منها لديها أطفال تحت سن الثامنة عشر تعيش معهم، وبلغت نسبة الأزواج القاطنين مع بعضهم البعض 41.1% من أصل المجموع الكلي للأسر، ونسبة 16.5% من الأسر كان لديها معيلات من الإناث دون وجود شريك،  بينما كانت نسبة 3.1% من الأسر لديها معيلون من الذكور دون وجود شريكة وكانت نسبة 39.3% من غير العائلات. تألفت نسبة 35.6% من أصل جميع الأسر من عدة أفراد يعيشون في نفس المنزل ونسبة 18.9% كانت تتألف من شخص يعيش بمفرده يبلغ من العمر 65 عاماً أو أكثر. وبلغ متوسط حجم الأسرة المعيشية 2.26، أما متوسط حجم العائلات فبلغ 2.94.
بلغ العمر الوسطي للسكان 45.3 عاماً. وكانت نسبة 21.9% من القاطنين تحت سن الثامنة عشر، وكانت نسبة 6.1% بين الثامنة عشر والرابعة والعشرين عاماً، ونسبة 21.5% كانت واقعةً في الفئة العمرية ما بين الخامسة والعشرين والرابعة والأربعين عاماً، ونسبة 28.8% كانت ما بين الخامسة والأربعين والرابعة والستين، ونسبة 21.6% كانت ضمن فئة الخامسة والستين عاماً فما فوق. وتوزع التركيب الجنسي للسكان بنسبة 45% ذكور و55% إناث.

## أعلام
- جون ك. ويست
- بروك بنتون
- غلين دوناواي
- برنارد باروخ
- سام سافج
- جوزيف بي. كيرشاو
- جون كيرشاو
- تشارلز جرين بوش
- جون تايلور